# Perman (Manga)
Perman (japanisch パーマン Pāman), auch Pā-man oder Pa-man, ist eine japanische Manga-Serie vom Duo Fujiko Fujio über einen ungeschickten Jungen Namens Mitsuo Suwa. Sie wurde erstmals 1967 bis 1968 in Japan veröffentlicht. Eine erste Anime-Serie wurde 1967 in Schwarzweiß produziert, ab 1983 folgte eine Serie in Farbe und mehrere Filme.

## Inhalt
Die Geschichte folgt einem Jungen namens Mitsuo Suwa, der einen Außerirdischen namens Superman trifft. Superman (später Birdman) ist Teil einer Gruppe, die den Frieden in der Galaxie aufrechterhält und rekrutiert Mitsuo als Perman. Mitsuo erhält drei Gegenstände: einen Helm, der die körperliche Stärke des Trägers vervielfacht und als Maske dient, einen Umhang, mit dem der Träger schnell fliegen und rennen kann, und ein Abzeichen, mit dem der Träger unter Wasser atmen und mit anderen Permans kommunizieren kann. Der Außerirdische weist Mitsuo an, dass sein Gehirn zerstört wird, wenn die Identität eines Perman anderen bekannt wird – was in späteren Kapiteln darauf reduziert wird, in ein Tier verwandelt zu werden. Um Mitsuos geheime Identität zu bewahren, gibt der Außerirdische Mitsuo einen Doppelgängerroboter namens Kopierroboter, der Mitsuos Platz einnimmt, wenn er Perman ist.
Mit der Zeit lernt Mitsuo weitere Kinder und einen Schimpansen kennen, die auch mit Superkräften ausgestattet sind. Der Schimpanse ist Perman #2, ein Mädchen Pa-ko, ein Junge aus Osaka Pa-yan und ein Baby Pa-bo. Zusammen lösen sie Rätsel und helfen bei Problemen in ihrer Stadt.

## Veröffentlichung
Der Manga wurde von 1967 bis 1968 in Shōnen Sunday veröffentlicht. Dessen Verlag Shogakukan gab die Kapitel später gesammelt in acht Bänden heraus. Von 1983 bis 1986 wurde die Serie in CoroCoro Comic erneut veröffentlicht. Ching Win Publishing brachte eine chinesische Fassung heraus.

## Animeserien

### Anime (1967)
Paman trat bereits in der letzten Folge von Obake no Q-tarō auf. Daraufhin wurde die erste Fernsehserie zu für den Sender TBS produziert, mit den gleichen Sponsoren wie zuvor für Q-tarō. Der Anime bestehend aus 54 zweiteiligen Folgen entstand bei Tokyo Movie und Studio Zero unter der Regie von Tadao Nagahama, Eiji Okabe und Shinichi Suzuki. Nagahama schrieb zusammen mit Masaki Tsuji auch die Drehbücher. Die Musik wurde von Hiroshi Tsutsui komponiert und das Openinglied ist Bokura no Pāman (ぼくらのパーマン) von Katsue Miwa und Susumu Ishikawa. Die je 25 Minuten langen Folgen wurden vom 2. April 1967 bis zum 14. April 1968 auf TBS ausgestrahlt. Jede der Folgen enthält zwei Geschichten. Bestimmte Episoden gingen verloren und einige Episoden sind nur ohne Ton erhalten. Die Serie wurde auch im spanischen und portugiesischen Fernsehen gezeigt.

### Anime (1983)
1983 kam zunächst ein Kurzfilm zu Paman in die japanischen Kinos: Perman: Birdman ga Yatte Kita!! (パーマン バードマンがやって来た!!). Ihm folgte eine zweite Anime-Fernsehserie, produziert von Shin-Ei Animation unter der Regie von Hiroshi Sasagawa und nach Drehbüchern von Masaaki Sakurai. Akihiko Takashima komponierte die Musik, das Vorspannlied ist Kite yo Pāman von Katsue Miwa. Die künstlerische Leitung lag bei Ken Kawai, Ken Tokushige und Miki Imabayashi. Die Serie wurde vom 4. April 1983 bis zum 30. März 1985 jeden Montag bis Samstag bei TV Asahi ausgestrahlt. Ab dem 2. April 1985 wechselte die Serie zu einer wöchentlichen Sendung und endete am 2. Juli 1987 mit insgesamt 526 Folgen, die je 15 Minuten lang sind. Der Anime wurde vom Disney Channel in Asien aus Englisch ausgestrahlt sowie von mehreren Fernsehsendern in Italien.
Auf die Serie folgten später noch zwei weitere Filme:
- 2003: Pa-Pa-Pa the ★ Movie: Perman (32 min)
- 2004: Pa-Pa-Pa The★Movie: Perman - Tako de Pon! Ashi ha Pon! (33 min)

Außerdem wurden zwei Filme als Crossover mit Ninja Hattori-kun produziert:
- 1984: Ninja Hattori-kun + Perman Chō-Nōryoku Wars (52 min)
- 1985: Ninja Hattori-kun + Perman Ninja Kaijū Jippō VS Miracle Tamago

### Synchronsprecher
| Rolle            | Japanische Sprecher (1967) (Seiyū) | Japanische Sprecher (1983) |
| ---------------- | ---------------------------------- | -------------------------- |
| Mitsuo Suwa      | Katsue Miwa                        | Katsue Miwa                |
| Booby            | Hiroshi Ōtake                      | Hiroshi Ōtake              |
| Sumire Hoshino   | Yōko Kuri                          | Eiko Masuyama              |
| Hōzen Ōyama      | Yoshihisa Kamo                     | Kaneta Kimotsuki           |
| Michiko Sawada   | Kyōko Emi                          | Masako Miura               |
| Superman/Birdman | Akira Shimada                      | Yoshito Yasuhara           |
| Kōichi Yamada    | Fuyumi Shiraishi                   | Fuyumi Shiraishi           |
| Sabu             | Michiko Nomura                     | Shigeru Chiba              |
| Kabao            | Kaneta Kimotsuki                   | Kyonobu Suzuki             |